# Mia Farrow
Mia Farrow (eredeti neve: Maria de Lourdes Villiers-Farrow) (Los Angeles, Kalifornia, 1945. február 9. –) Golden Globe-díjas amerikai színésznő.

## Élete
Mia Farrow Los Angelesben született 1945. február 9-én John Villiers Farrow és Maureen O'Sullivan gyermekeként.
1963-tól szerepelt színpadon. Egy ideig a Királyi Shakespeare Társaság tagja volt. 1964-től szerepel filmekben.
Először Frank Sinatra, majd André Previn felesége volt, ezután lett élettársa Woody Allennek, akinek több filmjében is szerepelt. Közösen több gyermeket is örökbe fogadtak, Farrow 1992-ben azután szakított vele, hogy Allen viszonyt kezdett az egyik mostohalányukkal. Ezzel együtt azt is állította, hogy Allen egy másik lányukat szexuálisan zaklatta.
Szakításuk után a Vígözvegyek és Miami rapszódia című vígjátékok szereplőjeként volt ismert, ezután javarészt kisebb és tévés produkciókban való szereplések következtek.
Farrow 2000-től a UNICEF jószolgálati nagykövete, aki számos jótékonysági és segélyezési akcióban vett részt, főleg Afrikában.

## Filmográfia

### Film
| Év   | Magyar cím                            | Eredeti cím                         | Szerep                         | Magyar hang         | Rendező              |
| ---- | ------------------------------------- | ----------------------------------- | ------------------------------ | ------------------- | -------------------- |
| 1959 |                                       | John Paul Jones                     | ismeretlen szerep              |                     | John Farrow          |
| 1964 |                                       | Guns at Batasi                      | Karen Erickson                 |                     | John Guillermin (1.) |
| 1968 | Titokzatos szertartás                 | Secret Ceremony                     | Cenci                          |                     | Joseph Losey         |
| 1968 | Rosemary gyermeke                     | Rosemary's Baby                     | Rosemary Woodhouse             | Götz Anna           | Roman Polański       |
| 1968 | Rosemary gyermeke                     | Rosemary's Baby                     | Rosemary Woodhouse             | Balsai Móni         | Roman Polański       |
| 1968 |                                       | A Dandy in Aspic                    | Caroline                       |                     | Anthony Mann         |
| 1968 | Laurence Harvey                       | A Dandy in Aspic                    | Caroline                       |                     |                      |
| 1969 | John és Mary                          | John and Mary                       | Mary                           | Szerencsi Éva       | Peter Yates          |
| 1971 | Vakrémület                            | See No Evil                         | Sarah                          |                     | Richard Fleischer    |
| 1972 | Popaul doktor                         | Dr. Popaul                          | Christine Dupont               |                     | Claude Chabrol       |
| 1972 | Ki megy a nő után?                    | Follow Me!                          | Belinda                        | Kútvölgyi Erzsébet  | Carol Reed           |
| 1972 | Ki megy a nő után?                    | Follow Me!                          | Belinda                        | Udvaros Dorottya    | Carol Reed           |
| 1972 | Ki megy a nő után?                    | Follow Me!                          | Belinda                        | Kiss Virág Magdolna | Carol Reed           |
| 1974 | A nagy Gatsby                         | The Great Gatsby                    | Daisy Buchanan                 | Vándor Éva          | Jack Clayton         |
| 1977 | A lány szelleme                       | Full Circle                         | Julia Lofting                  | Bodnár Erika        | Richard Loncraine    |
| 1978 | Esküvő                                | A Wedding                           | Elizabeth 'Buffy' Brenner      |                     | Robert Altman        |
| 1978 | Lavina                                | Avalanche                           | Caroline Brace                 | Kovács Nóra         | Corey Allen          |
| 1978 | Halál a Níluson                       | Death on the Nile                   | Jacqueline De Bellefort        | Kovács Zsuzsa       | John Guillermin (2.) |
| 1978 | Halál a Níluson                       | Death on the Nile                   | Jacqueline De Bellefort        | Majsai-Nyilas Tünde | John Guillermin (2.) |
| 1979 | Hurrikán                              | Hurricane                           | Charlotte Bruckner             | Götz Anna           | Jan Troell           |
| 1982 | Szentivánéji szexkomédia              | A Midsummer Night's Sex Comedy      | Ariel                          | Rudolf Teréz        | Woody Allen (1.)     |
| 1982 | Az utolsó egyszarvú                   | The Last Unicorn                    | Egyszarvú / Amalthea (hangja)  | Kisfalvi Krisztina  | Arthur Rankin Jr.    |
| 1982 | Az utolsó egyszarvú                   | The Last Unicorn                    | Egyszarvú / Amalthea (hangja)  | Kisfalvi Krisztina  | Jules Bass           |
| 1982 | Sarah, avagy a hetedik gyufa          | Sarah                               | Sarah (hangja)                 | Kovács Nóra         | Yoram Gross          |
| 1983 | Zelig                                 | Zelig                               | Dr. Eudora Nesbitt Fletcher    |                     | Woody Allen (2.)     |
| 1984 | Broadway Danny Rose                   | Broadway Danny Rose                 | Tina Vitale                    | Kovács Nóra         | Woody Allen (3.)     |
| 1984 | Supergirl                             | Supergirl                           | Alura In-Ze                    |                     | Jeannot Szwarc       |
| 1985 | Kairó bíbor rózsája                   | The Purple Rose of Cairo            | Cecilia                        | Bodnár Erika        | Woody Allen (4.)     |
| 1985 | Kairó bíbor rózsája                   | The Purple Rose of Cairo            | Cecilia                        | Kovács Nóra         | Woody Allen (4.)     |
| 1986 | Hannah és nővérei                     | Hannah and Her Sisters              | Hannah                         | Kútvölgyi Erzsébet  | Woody Allen (5.)     |
| 1986 | Hannah és nővérei                     | Hannah and Her Sisters              | Hannah                         | Fehér Anna          | Woody Allen (5.)     |
| 1987 | A rádió aranykora                     | Radio Days                          | Sally White                    | Kovács Nóra         | Woody Allen (6.)     |
| 1987 | Szeptember                            | September                           | Lane                           | Majsai-Nyilas Tünde | Woody Allen (7.)     |
| 1988 | Egy másik asszony                     | Another Woman                       | Hope                           | Ábrahám Edit        | Woody Allen (8.)     |
| 1988 | Egy másik asszony                     | Another Woman                       | Hope                           | Kovács Nóra         | Woody Allen (8.)     |
| 1989 | New York-i történetek                 | New York Stories                    | Lisa                           | Farkas Zsuzsa       | Woody Allen (9.)     |
| 1989 | Bűnök és vétkek                       | Crimes and Misdemeanors             | Halley Reed                    | Kovács Nóra         | Woody Allen (10.)    |
| 1989 | Bűnök és vétkek                       | Crimes and Misdemeanors             | Halley Reed                    | Fehér Anna          | Woody Allen (10.)    |
| 1990 | Alice                                 | Alice                               | Alice Tate                     | Kovács Nóra         | Woody Allen (11.)    |
| 1990 | Alice                                 | Alice                               | Alice Tate                     | Fehér Anna          | Woody Allen (11.)    |
| 1990 | Alice                                 | Alice                               | Alice Tate                     | Kiss Erika          | Woody Allen (11.)    |
| 1991 | Árnyékok és köd                       | Shadows and Fog                     | Irmy                           | Fehér Anna          | Woody Allen (12.)    |
| 1992 | Férjek és feleségek                   | Husbands and Wives                  | Judy Roth                      | Vándor Éva          | Woody Allen (13.)    |
| 1994 | Vígözvegyek                           | Widows' Peak                        | Miss Katherine O'Hare / Clancy |                     | John Irvin           |
| 1995 | Miami rapszódia                       | Miami Rhapsody                      | Nina Marcus                    | Kovács Nóra         | David Frankel        |
| 1995 | Vakmerő                               | Reckless                            | Rachel                         |                     | Norman René          |
| 1997 | Intim részek                          | Private Parts                       | önmaga                         | Incze Ildikó        | Betty Thomas         |
| 1999 | Lányok a csúcson                      | Coming Soon                         | Judy Hodshell                  |                     | Colette Burson       |
| 2002 |                                       | Purpose                             | Anna Simmons                   |                     | Alan Lazar           |
| 2006 | Ómen                                  | The Omen                            | Mrs. Baylock                   | Kovács Nóra         | John Moore           |
| 2007 | Arthur és a villangók                 | Arthur and the Invisibles           | Daisy Suchot                   | Bánsági Ildikó      | Luc Besson (1.)      |
| 2007 | Csapd le Chipet!                      | The Ex                              | Amelia Kowalski                | Orosz Anna          | Jesse Peretz         |
| 2008 | Roman Polanski: Körözött és kívánatos | Roman Polanski: Wanted and Desired  | önmaga                         |                     | Marina Zenovich      |
| 2008 | Tekerd vissza, haver!                 | Be Kind Rewind                      | Miss Falewicz                  | Kovács Nóra         | Michel Gondry        |
| 2008 |                                       | As We Forgive                       | narrátor                       |                     | Laura Waters Hinson  |
| 2009 | Arthur: Maltazár bosszúja             | Arthur and the Revenge of Maltazard | Daisy Suchot                   | Bánsági Ildikó      | Luc Besson (2.)      |
| 2010 | Arthur 3. – A világok harca           | Arthur 3: The War of the Two Worlds | Daisy Suchot                   | Bánsági Ildikó      | Luc Besson (3.)      |
| 2011 |                                       | Dark Horse                          | Phyllis                        |                     | Todd Solondz         |

### Televízió
| Év        | Magyar cím                  | Eredeti cím                        | Szerep            | Megjegyzések                                |
| --------- | --------------------------- | ---------------------------------- | ----------------- | ------------------------------------------- |
| 1963      |                             | The Doctors                        | Jimmy barátnője   | 1 epizód                                    |
| 1964–1966 |                             | Peyton Place                       | Allison MacKenzie | főszereplő                                  |
| 1971      |                             | Goodbye, Raggedy Ann               | Brooke Collier    | tévéfilm                                    |
| 1976      |                             | Peter Pan                          | Peter Pan         | tévéfilm                                    |
| 1990–1991 |                             | Long Ago and Far Away              | narrátor          | 2 epizód                                    |
| 1998      |                             | The Wonderful World of Disney      | Doris Koster      | 1 epizód                                    |
| 1999      | Alzheimer – Sose felejts el | Forget Me Never                    | Diane McGowin     | tévéfilm                                    |
| 2000–2003 | Harmadik műszak             | Third Watch                        | Mona Mitchell     | 5 epizód                                    |
| 2001      | Női titkok                  | A Girl Thing                       | Betty McCarthy    | tévéfilm                                    |
| 2002      | Zoey titkos élete           | The Secret Life of Zoey            | Marcia Carter     | tévéfilm                                    |
| 2004      | Barátság mindenáron         | Samantha: An American Girl Holiday | Grandmary Edwards | tévéfilm                                    |
| 2016      |                             | Documentary Now!                   | önmaga            | 1 epizód                                    |
| 2022      | A megfigyelő                | The Watcher                        | Pearl Winslow     | - főszereplő - magyar hangja: - Kovács Nóra |

## Színházi szerepei
- Mary Rose
- Irina (Három nővér)
- Bernarda Alba háza (1972–1973)
- Ann Leete házassága (1975)
- A Zikovok (1976)
- Ivanov (1976)
- Romantikus komédia (1979)

## Művei
- What Falls Away (önéletrajz, magyarul: Ami szétesik)

### Magyarul
- Ami szétesik. Emlékirat; ford. Lázár Júlia; Noran–Palatinus, Bp., 1997

## Díjak és jelölések
- Golden Globe-díj
  - 1964 díj: legígéretesebb új színésznő
- David di Donatello-díj
  - 1972 díj: legjobb külföldi színésznő (Rosemary gyermeke)
- San Sebastián-i Nemzetközi Filmfesztivál
  - 1969 díj: San Sebastián-díj (Ki megy a nő után?)
- Fotogramas de Plata
  - 1970 díj: legjobb külföldi színésznő (Rosemary gyermeke)
- Kansas City Film Critics Circle Awards
  - 1984 díj: legjobb női mellékszereplő (Zelig)
- National Board of Review
  - 1990 díj: legjobb színésznő (Alice)
- Laurel Awards
  - 1968 díj: Golden Laurel
  - 1968 2. helyezés: legjobb drámai alakítás (Rosemary gyermeke)